# Хох хот
Хох хот (китайски традиционен: 呼和浩特市, опростен: 呼和浩特市, пинин: Hūhéhàotè Shì; на монголски: Хөх хот) е град в Китай, административен център на автономния регион Вътрешна Монголия.

## Население
Населението на града през 2004 година е 2 580 000 души.

### Етнически състав
(2000)
| етническа група | население | процент |
| --------------- | --------- | ------- |
| китайци         | 2 115 888 | 88,42 % |
| монголци        | 204 846   | 8,56 %  |
| хуейци          | 38 417    | 1,61 %  |
| манджури        | 26 439    | 1,10 %  |
| даури           | 2663      | 0,11 %  |
| корейци         | 1246      | 0,05 %  |
(2005)
- 87,3% – китайци
- 9,6% – монголци

## Известни личности
Родени в Хоххот
- Уей Минюен (392-423), император на Северна Уей